# David Hunt (seglare)
David Hunt, född den 22 maj 1934 i Woolwich, är en brittisk seglare.
Han tog OS-silver i tempest i samband med de olympiska seglingstävlingarna 1972 i München.